# Phare de Cayo Blanco de Zaza
Le phare de Cayo Blanco de Zaza (en espagnol : Faro de Cayo Blanco de Zaza) est un phare actif situé sur Cayo Blanco de Zaza (ceb), sur le littoral sud de la province de Sancti Spíritus, à Cuba.

## Histoire
Cayo Blanco de Zaza est une petite caye située à l'entrée du Río Tunas. Le Phare est érigé à l'extrémité sud de l'île. Il marque la présence de plusieurs petites cayes du littoral.

## Description
Ce phare est une tour métallique à claire-voie, avec une galerie et une lanterne de 12 m de haut. Il émet, à une hauteur focale de 15 m, un éclat blanc par période de 12 secondes. Sa portée n'est pas connue.
Identifiant : Amirauté : J50584.8 - NGA : 110-13364 .

### Lien connexe
- Liste des phares de Cuba